# Уралтау (хребет)
Уралта́у (башк. Уралтау) — один із найдовших гірських хребтів на Південному Уралі, в Башкортостані та Челябінській області, Росії.

## Географія
Уралтау є головним вододілом річок Південного Уралу, які течуть на схід, у річку Урал і на захід — у річку Білу, яка впадає у Каму.
- Довжина 290 км, ширина 10-20 км.
- Висота до 1 068,8 м (гора Арвякрязь)[1].

Складений переважно метаморфічними сланцями і кварцитами.
На схилах сосново-модринові і березові ліси.